# Nicolas Lémery
Pour les articles homonymes, voir Lémery.
Nicolas Lémery, ou Lemery dans sa forme internationale, né à Rouen le 17 novembre 1645 et mort à Paris le 19 juin 1715, est un chimiste apothicaire français, contemporain du règne du roi Louis XIV.
Lémery publia une première édition du Cours de chymie en 1675 qui fut constamment rééditée durant toute sa vie et même après sa mort jusqu'en 1757, ainsi que traduit en anglais, allemand, italien, espagnol et latin. Habile expérimentateur, il présente sur près de mille pages dans les dernières rééditions, tout le savoir empirique de la chimie de la fin du XVIIe siècle. Le Cours de chymie est l'aboutissement d'un genre littéraire, dit des « cours de chimie », qui s'est développé en France à partir du succès du Tyrocinium chymicum de Jean Béguin au début du siècle.
Lémery est un empiriste qui toujours essaya de s'en tenir au mieux à l'expérience de laboratoire telle qu'elle pouvait être interprétée avec les hypothèses de la théorie des Cinq principes ou les modèles corpusculaires. La théorie des principes est une tentative de comprendre la structuration de la matière en éléments indécomposables par les seuls moyens de la chimie, pour ne plus à avoir à s'en remettre à la tradition philosophique des Quatre éléments remontant à l'Antiquité.
À l'époque de Lémery, il était cependant devenu clair que la méthodologie de résolution des mixtes en leurs éléments simples (ou principes) ne permettait pas d'atteindre l'objectif cherché. Lémery contourna les insuffisances de l'analyse chimique, en proposant un modèle corpusculaire et mécaniste dit de pointes et pores, d'application certes très restreinte mais qui, allié à des pesées précises des réactifs, permettait de se faire une représentation plus précise d'une réaction chimique, concept en cours de formation mais pas encore complètement abouti.      

## Sa vie
La famille de Nicolas Lémery est protestante, et appartient à la bourgeoisie de robe de Rouen. Son père, Julien Lémery (1589-18 mai 1657), est procureur au Parlement de Normandie et ses deux frères aînés, Louis et Pierre sont respectivement avocat et procureur au parlement de Rouen, son plus jeune frère Thomas s'établit comme marchand dans cette même ville.
Nicolas Lémery nait le 17 novembre 1645 à Rouen à l'époque où Louis XIV avait sept ans et Anne d'Autriche était régente. Le jeune Nicolas perd son père alors qu'il avait onze ans. Sa mère se retrouve seule pour élever ses cinq enfants.

### Formation 1645-1672
Après des études au collège protestant de Quevilly, Nicolas entre en apprentissage en 1660 chez son oncle maternel Pierre Duchemin, apothicaire-épicier patenté à Rouen. Il y restera six ans en apprentissage.
En 1666, à l'âge de 21 ans, il  quitte sa ville natale et se rend à Paris pour travailler avec le chimiste suisse Christophe Glaser (1615-1672) qui était l'apothicaire ordinaire de Louis XIV et démonstrateur de chimie au Jardin du Roi à Paris. Nicolas Lémery quitte au mois de juillet 1668 le laboratoire de Glaser qui est aux dires de Fontenelle : « plein d'idées obscures, avare de ces idées-là mêmes, et très peu sociable » (Hist. de l'Acad., p. 73). Le jeune chimiste trouve vite le maître impérieux, dur et cruel. De plus, l'enseignement mystérieux, presque ésotérique, le rebute.
Comme souvent à cette époque où l'information circulait très peu, quand un étudiant ne trouvait pas l'enseignement qui lui convenait, il partait sur les routes à la recherche de maîtres. C'est ainsi qu'il décide de voyager, passe par Lyon et Genève, et se retrouve en Languedoc, attiré par la grande ville universitaire médicale de Montpellier. Il y passe les années 1668-1672, comme pensionnaire d'Henry Verchant, maître apothicaire protestant dans l'île du Puits des Esquilles au Sixain Sainte Croix. L'été 1670, il est enregistré comme étudiant en pharmacie, au collège de médecine de  l'université de Montpellier; il suit des cours sur les simples et l'anatomie. Il donne aux étudiants de Verchant des leçons et des démonstrations qui attirent un public nombreux et même des professeurs de médecine de l'Université de Montpellier.

### Apothicaire, chimiste et enseignant duCours de chymie1672-1683
De retour à Paris en 1672, il s'empresse de chercher un lieu où pratiquer la chimie et l'enseigner. Pour vivre, il doit tenir une apothicairerie (officine de pharmacie) où il prépare et vend des médicaments. On peut le suivre en quatre lieux différents du quartier Latin (rive gauche), assez proches les uns des autres: l'hôtel de Condé (emplacement du théâtre de l'Odéon), rue Galande, rue Saint-Jacques, puis rue Saint-André-des-Arts.
- Le laboratoire de B. Martin, à l'Hôtel de Condé

À son arrivée, il se met en relation avec Bernardin Martin, l'apothicaire du Grand Condé, et profite de son laboratoire installé à l'hôtel de Condé dans le quartier de l'Odéon. Il fait découvrir la chimie au prince et aux membres de son entourage tel l'abbé Bourdelot, son médecin.
- Le laboratoire de la rue Galande 1674-1683

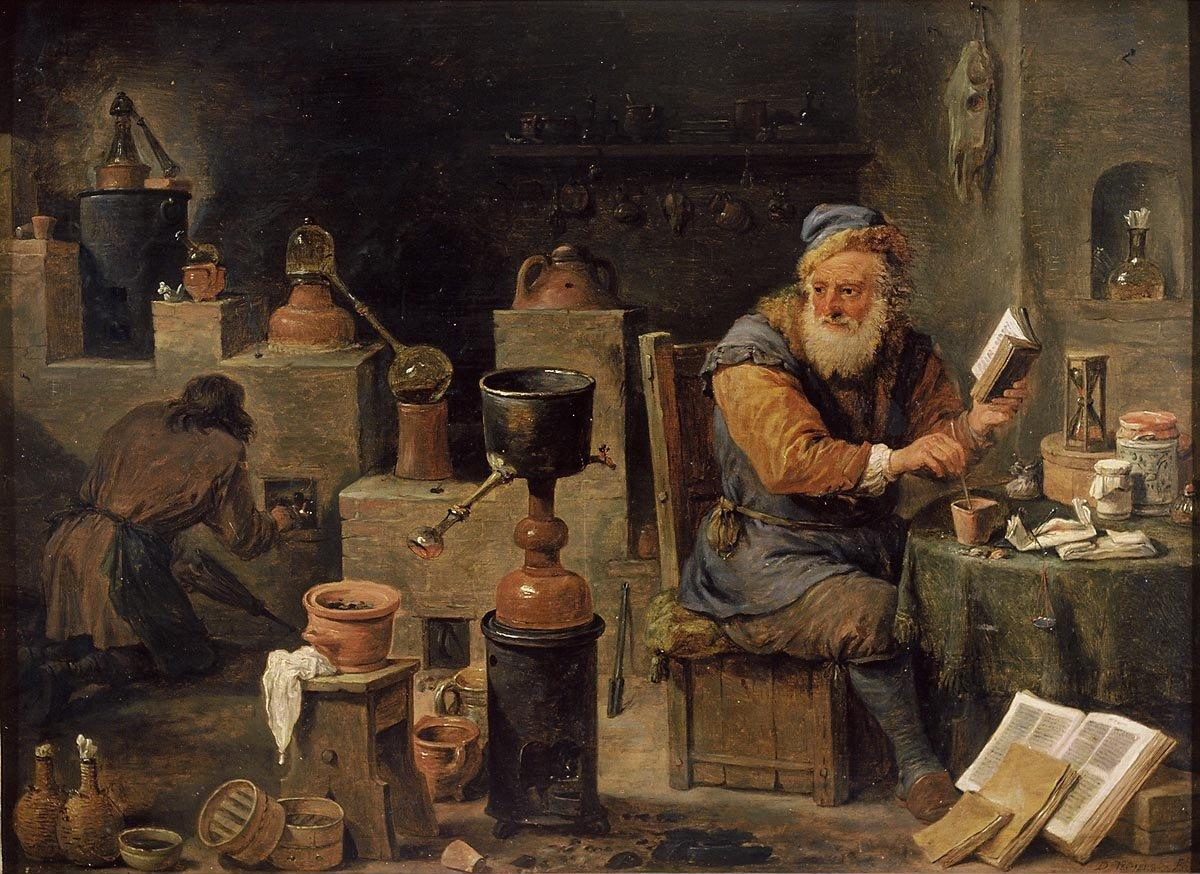
L'Alchimiste de Téniers (1610-1694). Une gravure d'alchimiste semblable, illustre le livre de Lémery; sur la table un sablier, l'alchimiste manie l'agitateur d'une main et tient un livre de l'autre, tout en surveillant un alambic à tête de maure (chapiteau réfrigérant)

Nicolas Lémery rêvait depuis longtemps d'avoir son propre laboratoire afin d'être complètement autonome. Il décide alors de racheter le 18 septembre 1674 la charge d'apothicaire privilégié d'Antoine Régnier, décédé. Peu de temps après, il ouvre une officine et un laboratoire dans les caves d'une maison à l'enseigne de la Porte dorée située rue Galande près de la place Maubert. Il peut alors donner libre cours à ses talents d'enseignant et de démonstrateur auprès d'une assemblée nombreuse qui vient assister émerveillée à la révélation des secrets de la chimie jusqu'ici cachés aux profanes. Dans cette « Cave, presqu'un Antre Magique, éclairé de la seule lueur des Fourneaux » dira Fontenelle, « l'affluence du monde y était si grande, qu' à peine avait-il la place pour ses opérations » (Hist. de l'Acad. p. 74). Dans cette cave, se pressèrent pendant presque dix ans, une foule d'auditeurs de toute condition, de la grande dame à l'étudiant. « Les noms les plus fameux entrent dans la liste des auditeurs, les Rohaut,[...] les Tournefort. Les Dames mêmes entraînées par la mode, avaient l'audace de venir se montrer à des assemblées si savantes » (Hist. de l'Acad., p. 74-75). Les étudiants venaient de « toutes les Nations de l'Europe » et prenaient pension chez Lémery ou dans les chambres du quartiers.
Fort de sa réussite, bien installé, il peut dans le calme, rédiger son Cours de Chymie. La première édition est publiée au début de 1675 alors qu'il n'avait pas encore trente ans. Ce fut un succès sans précédent pour un ouvrage de cette sorte. Fontenelle là encore, remarque d'un ton badin « il se vendit comme un ouvrage de Galanterie ou de Satire. Les éditions se suivaient les unes les autres presque d'année en année, sans compter un grand nombre d'éditions contrefaites » (Hist. de l'Acad., p. 76).
Peu de temps après la sortie de la première édition, Lémery se marie en janvier 1676 avec Madeleine Bellanger, fille de François Bellanger, bourgeois de Paris et de Marie de La Cour. Rue Galande, le foyer de Nicolas vit surtout de la fabrication de remèdes chimiques mais aussi parfois pour produire des cosmétiques bien plus rémunérateurs: ainsi le magistère de Bismuth, ou blanc de fard, « suffisait pour toute la dépense de la maison » (Hist. de l'Acad., p. 75). Un an plus tard, naissait le premier fils du couple Louis, qui allait succéder à son père dans diverses fonctions. Puis vinrent Jacques en 1678, futur médecin-chimiste, Pierre en 1681 et Jean 1685.
La belle réussite sociale et intellectuelle de Lémery allait être brisée par le raz de marée des passions religieuses soulevée par l'horrible angoisse de la damnation éternelle qui frappa tant d'esprits. Dans ce Grand siècle qui vit l'émergence de la pensée scientifique moderne, la raison apprit à respecter l'expérience, mais dans le même temps, la foi dans diverses croyances sur les voies du salut, déclencha des polémiques passionnelles sur la part à accorder à la grâce divine pour éviter la damnation éternelle en enfer. Les controverses théologiques entre Jansénistes, Jésuites et protestants occupèrent une place de choix dans les débats intellectuels. Le grand mouvement de conversion des réformés lancé par Louis XIV produisit « une saturation de la vie intellectuelle par les problèmes religieux » (Solé, 1997).
Lémery n'a jamais participé à ces grands débats, il n'a donné aucun écrit religieux et n'a jamais manifesté dans son Cours de chymie la moindre préoccupation religieuse. Entre la quête du salut de l'âme et du savoir scientifique, il semble bien que Lémery fit le choix inverse de Pascal qui plaçait son destin eschatologique (soit l'enfer soit le salut) au dessus de tout. En tant que praticien de laboratoire appliqué, chimiste et commerçant, c'était un homme qui hiérarchisait les systèmes de vérité à partir de son ancrage dans le réel.
À partir de 1681, les protestants sont de plus en plus inquiétés dans la pratique de leur religion. Le 4 mars 1683, un arrêt du conseil du roi ordonna à tous les protestants de se démettre de leur charge dans les deux mois. Nicolas Lémery fut contraint de vendre sa boutique de la rue Galande le 6 février 1683 à Jean Fradin, maître apothicaire à l'Hôtel-Dieu de Paris, puis il démissionna de sa charge d'apothicaire le 23 avril 1683 au profit de Denis Machuraux. Au début de 1683, le pouvoir royal avait en effet souhaité écarter les protestants de la profession d'apothicaire.

### Trois années de persécutions religieuses, 1683-1686
Vers le milieu de l'année 1683 il se rend en Angleterre en espérant que le roi Charles II accueillerait favorablement ses propositions de services, mais il comprend rapidement qu'il ne pourra rien entreprendre en Angleterre du fait dit Fontenelle, des « troubles qui paraissaient alors devoir s'élever en Angleterre, [qui] le menaçaient d'une vie aussi agitée qu'en France » (Hist. de l'Acad., p. 77). Au bout de quelques mois il regagne la France et on le retrouve vers la fin de l'année à l'université de Caen où il se fait recevoir docteur en médecine.
De retour à Paris, il vit en exerçant la médecine, mais la révocation de l'édit de Nantes, le 18 octobre 1685, interdit aux protestants l'exercice de la médecine et de la pharmacie. Des amis catholiques constatent la misère où s'enfonce jour après jour la nombreuse famille de Nicolas Lémery. Ils s'engagent à lui trouver une charge digne de son art.
Vivant déjà chichement en exerçant la médecine, la révocation de l'édit de Nantes ne lui laisse le choix qu'entre l'exil dont il vient de voir les risques, la prison ou la conversion. Ne voulant pas mener sa famille à la ruine et à l'enfermement, il abjure sa foi le 8 janvier 1686, avec femme et enfants. L'année précédente, Samuel du Clos, chimiste huguenot fondateur de l'Académie royale des sciences, avait aussi fait ce même choix.

### Retour aux travaux de laboratoire, études pharmacologiques 1686-1698
- Le laboratoire de la rue Saint-Jacques (1686-1693),

Trois mois après l'abjuration de Lémery (le 8 avril 1686), Louis XIV pour honorer son retour à la religion catholique, et, eu égard à ses talents, lui accorde de nouvelles lettres patentes qui lui permettent d'ouvrir à la fin de l'année une nouvelle boutique d'apothicaire et un laboratoire de chimie au bas de la rue Saint-Jacques près de la fontaine Saint-Séverin.
Ensuite, ainsi que le rapporte son ami Fontenelle « Les jours tranquilles revinrent, et avec eux les écoliers, les malades, le grand débit des préparations chimiques, tout cela redoublé par l'interruption ».
Quelques mois plus tard, Lémery peut sortir la septième édition de son Cours de chymie, sérieusement complétée par ses soins; il la met en vente dans son officine et chez l'imprimeur du roi Estienne Michallet, situé lui aussi près de la fontaine Saint-Séverin. Les cours qui ont repris, se déroulent à raison de trois à quatre jours par semaine, sur une période de huit semaines.
- Laboratoire de la rue Saint-André-des-Arts (1693-1715)

Lémery déménagera en 1693 rue Saint-André-des-Arts (à deux pas de la rue Galande) où il installera son laboratoire et son officine.
Il consacra une douzaine d'années à la pharmacologie et publia deux ouvrages sur le sujet: en 1697, Pharmacopée universelle chez Laurent d'Houry (en latin) et en 1698, Traité universel des drogues simples chez Laurent d'Houry.

### Académie des sciences 1699-1715
Depuis les réunions du cercle philosophique autour de Mersenne dans les années 1635-1648, les savants avaient pris l'habitude de se retrouver pour discuter des idées nouvelles de la philosophie naturelle. À la demande des savants, Colbert créa l'Académie royale des sciences en 1666 pour disposer d'une société savante dotée d'un budget suffisant pour pouvoir mener des expériences coûteuses. La création de l'Académie marque le début de la professionnalisation de la carrière scientifique.
Après le renouvellement de l'Académie royale des sciences le 20 janvier 1699, Louis XIV nomme Lémery chimiste associé le 28 janvier de la même année, puis chimiste pensionnaire le 23 novembre 1699, à la mort du pensionnaire chimiste Claude Bourdelin.
Les académiciens font des réunions hebdomadaires de travail. Dans le compte rendu de la séance du  28 février 1699, on apprend que Nicolas Lémery « fera cette année l'analyse de l'antimoine par les dissolvants, par les distillations, et les calcinations. Il travaillera aussi sur le mercure, et examinera les préparations qu'on en fait tant pour la Physique que pour la Médecine ». L'étude de l'antimoine continua à le passionner plusieurs années et le conduisit à publier en 1707, le Traité de l'Antimoine.
Lémery fit au cours des années suivantes des communications sur des sujets très variés. À commencer par sa célèbre communication sur L'explication physique et chymique des feux souterrains, des Tremblements de Terre, des Ouragans, des Eclairs et du Tonnerre (1700), mais il intervient aussi sur Un enfant à la sueur bleue (1701), Sur le Camphre et Sur l'eau minérale de Vezelay en Bourgogne (1705), etc. De 1699 à sa mort en 1715, il présente plus d'une centaine de publications.
Après l'impression de son livre sur l'antimoine en 1707, « M. Lémery commença à se sentir beaucoup des infirmités de l'âge. Il eut quelques attaques d’Apoplexie, auxquelles succéda une Paralysie d'un côté, qui ne l'empêchoit pas de sortir. Il venoit toujours à l'Académie, pour laquelle il avoit pris cet amour qu'elle ne manque guère d'inspirer » (Hist. de l'Acad., p. 81).
En 1712, il est nommé directeur, mais gravement malade, il est contraint de démissionner le 6 mars 1715. Il reçoit alors le titre de pensionnaire vétéran.
Son fils, Louis Lémery prendra sa place le 18 mars 1715.
Il meurt le 19 juin 1715 dans sa maison de la rue Saint-André-des-Arts alors qu'il allait avoir 70 ans. Il est inhumé le 21 juin dans le cimetière de l'église Saint-André-des-Arts en présence de ses fils, Louis Lémery, docteur régent de la Faculté de médecine de Paris, de l'Académie royale des sciences, Pierre Lémery de Préfont, captaine d'infanterie, Jean Lémery, de l'Académie royale des sciences. 
Le 13 novembre, Fontenelle, le secrétaire perpétuel de l'Académie royale des sciences, prononça l'éloge de Lemery en séance publique. Il la conclura par ces mots « Presque toute l'Europe a appris de lui la Chimie, François ou Etrangers, lui ont rendu hommage de leur sçavoir. C'était un homme d'un travail continu, il ne connaissoit que la Chambre de ses Malades, son Cabinet, son Laboratoire, l'Academie,& il a bien fait voir que qui ne perd point de tems, en a beaucoup ».

## Son œuvre

### La chimie auXVIIesiècle
L'apothicaire chimiste Nicolas Lémery, arrive après la période de vives polémiques ayant opposée médecins paracelsiens et médecins humanistes entre les années 1560 et 1630, sans jamais déboucher sur la victoire indiscutable de l'un ou l'autre camp. Les paracelsiens renforcèrent cependant peu à peu leurs positions, en acceptant avec Joseph du Chesne et Théodore Turquet de Mayerne, les tentatives de conciliation entre paracelsisme et galénisme.
Le Cours de chymie de Nicolas Lémery est l'aboutissement d'un genre littéraire dit des « cours de chimie » qui s'est développé en France dans le camp des apothicaires paracelsiens conciliants, à partir du succès de la publication du premier cours de chimie, le Tyrocinium chymicum en 1610, de Jean Béguin et s'est poursuivi par une dizaine d’œuvres jusqu'à celle de Lémery.
À la suite des chimistes comme Nicaise Le Febvre et Étienne de Clave, Lémery adopte la théorie des Cinq principes. Il perçoit toutes les insuffisances et les incohérences tant terminologiques que conceptuelles auxquelles elle conduit. Mais à défaut de mieux, il l'adopte à titre d'hypothèse de travail, selon laquelle les mixtes sont composés de principes plus élémentaires.

### La chymie et la pharmacopée de Lémery
Une grande partie de sa vie, Nicolas Lémery enseigna la chimie et la pharmacie à de nombreux étudiants qui venaient de toute l'Europe. Son Cours de chymie publié en 1675 est d'une clarté et d'une précision remarquable pour l'époque. Il était destiné avant tout à l'enseignement et à la vulgarisation. Des générations de chimistes en profitèrent et s'en inspirèrent jusqu'à la fin du XVIIIe siècle. Il n'eut pas moins de onze éditions officielles révisées par l'auteur, des éditions « contrefaites » suivant le mot de Fontenelle, des éditions commentées posthumes et fut traduit dans la plupart des langues européennes. La dernière édition est celle de Baron, publiée en 1556 et 1757 ; elle comporte de nombreux commentaires et remarques qui montre l'évolution de la chimie, plus de 40 ans après la mort de Lémery.
Même si Nicolas Lémery ne fit pas de découvertes remarquables, il fut l'un des premiers auprès du grand public à démythifier la chimie et à la débarrasser des oripeaux de l'alchimie transmutatoire en quête de la pierre philosophale.
Conscient de toutes les difficultés méthodologiques posées par la théorie des Cinq principes (esprit, huile, sel, phlegme et sel), il l'adopte toutefois comme une hypothèse provisoire guidant l'interprétation des mixtes comme composés d'éléments premiers extractables par des procédures chimiques. Le problème méthodologique majeur des chimistes qui l'ont précédé, « la résolution des mixtes en leurs principes » ne semble plus l'intéresser car on sait maintenant que, les procédures techniques de distillation et sublimation utilisées ne sont pas des techniques d'analyse universelles et quand elles sont applicables, elles ne permettent pas d'aboutir à des éléments premiers indécomposables.
L'originalité de sa pensée réside dans son modèle corpusculaire et mécaniste des acides et bases. Les acides ont des parties pointues qui se fixent dans les pores des bases, entraînant la neutralisation des deux espèces par formation d'un sel. En développant ce modèle corpusculaire, il aborde de façon implicite la notion d'affinité entre deux corps.
Confiant dans la première philosophie naturelle déclinée en science, c'est-à-dire dans la possibilité de concevoir une structure de la matière par les seuls moyens de la chimie (sans s'en remettre aux Anciens), il épure la pharmacopée, clarifie la chimie qu'il tient pour une science expérimentale et se borne d'abord à exposer sans détours faits et expériences.
Si son Cours de Chymie a fait autorité pendant un siècle, ses autres publications n'en ont pas moins connu au siècle des Lumières un réel succès. On compte
- la Pharmacopée universelle (1697),

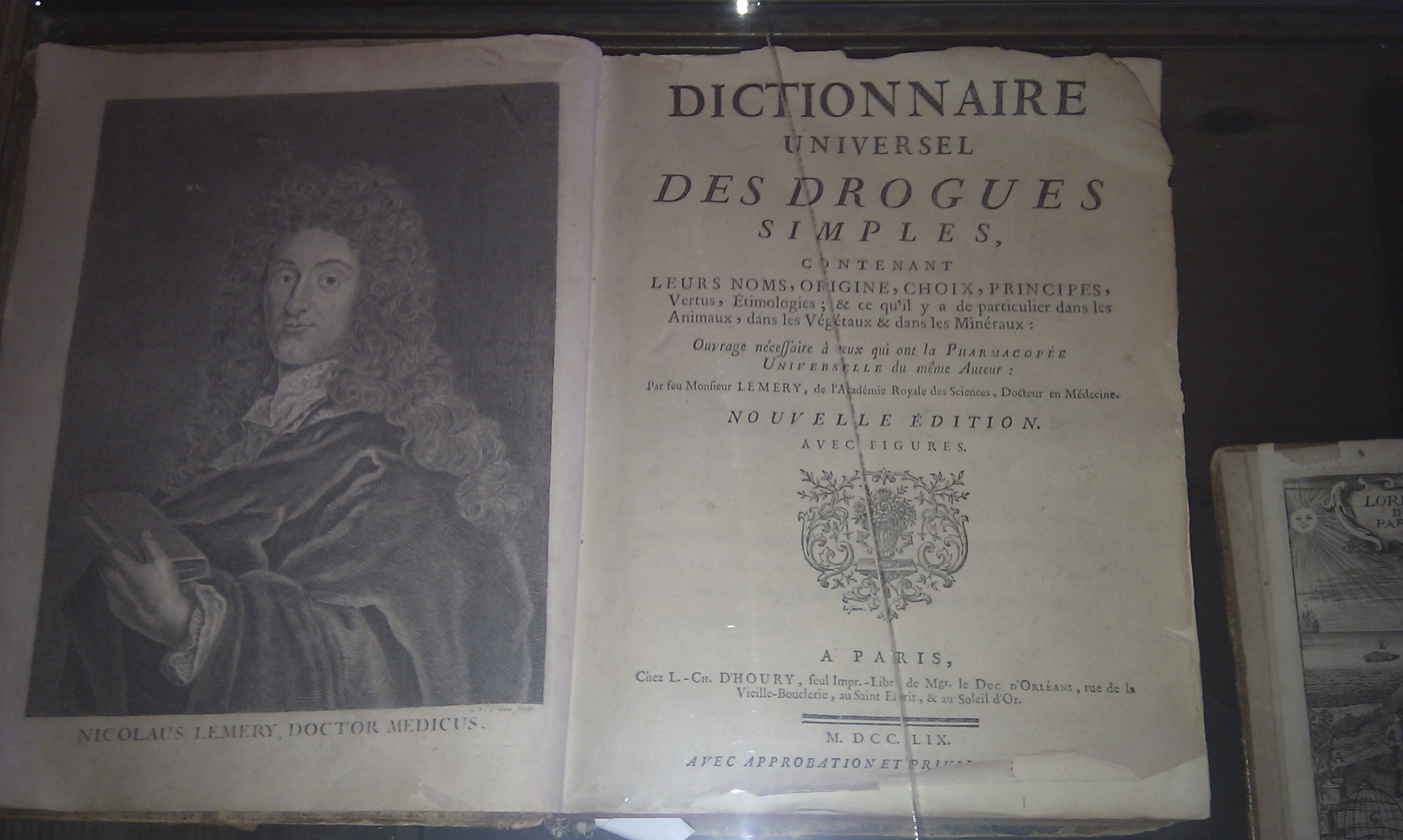
Dictionnaire universel des drogues simples.

- le Traité universel des drogues simples qui deviendra un Dictionnaire universel des drogues... (1698), et l'ultime opus,

- le Traité de l’antimoine (1707) dont des procédés d'analyse et autres mesures d'empoisonnement étaient encore usités dans les laboratoires en 1860.

- un certain nombre d’articles publiés par l’Académie des sciences sont remarquables, l’un propose une explication chimique et physique des feux souterrains, des tremblements de terre, de la foudre et du tonnerre.

Nicolas Lémery découvrit qu'un mélange intime de soufre en poudre et de fer en limaille auquel on ajoute un peu d'eau pour en former une pâte, s'enflamme spontanément en reproduisant, selon lui, le phénomène volcanique.
Parmi ses recherches fructueuses en chimie et en médecine, on lui doit notamment la découverte du fer dans le sang.

## Famille
- Julien Lémery (1589-18 mai 1657), procureur au Parlement de Normandie, marié en secondes noces, en 1637, avec Suzanne Duchemin, sœur de Pierre Duchemin, apothicaire à Rouen,
  - Louis Lémery (né le 12 août 1640), avocat au parlement de Rouen, marié en 1671 avec Catherine Doucet,
    - Louis Lémery,
    - Pierre Lémery,

  - Suzanne Lémery (née le 6 décembre 1641),
  - Marie Lémery (1643-1645),
  - Pierre Lémery (né le 11 septembre 1644, mort le 3 juillet 1653), ,
  - Nicolas Lémery (1645-1715), apothicaire, marié en 1676[14] avec Magdelaine Bellenger,
    - Louis Lémery (né le 25 janvier 1677-1743) fut médecin, chimiste et membre de l'Académie des sciences (élu le 26 juillet 1702 comme chimiste puis nommé pensionnaire le 18 mars 1715 en remplacement de son père), marié en 1706 avec Catherine Chapotot,
      - Trois enfants, mais une seule fille lui a survécu,

    - Jean dit Pierre Lémery de Clerveaux, et nommé Jacques Lémery par les biographes, (1678-1716), également chimiste, fut élu à l'Académie des sciences le 22 août 1712 et nommé associé le 5 juin 1715,
    - Pierre, dit Pierre Lémery de Préfont, né le 9 mars 1681 à Paris, ne sera ni juriste, ni chimiste mais embrassera la carrière des armes. À la mort de son père en 1715, il est capitaine d'infanterie au régiment de Poyanne. En 1719, il quitte l'armée et achète une charge de valet de garde-robe de Louis XV,
    - Les trois autres enfants de Nicolas Lémery sont morts en bas âge.

  - Thomas Lémery (né le 9 mai 1647), marchand à Rouen,
  - Geneviève Lémery (1648-1651).

## Publications de Nicolas Lémery

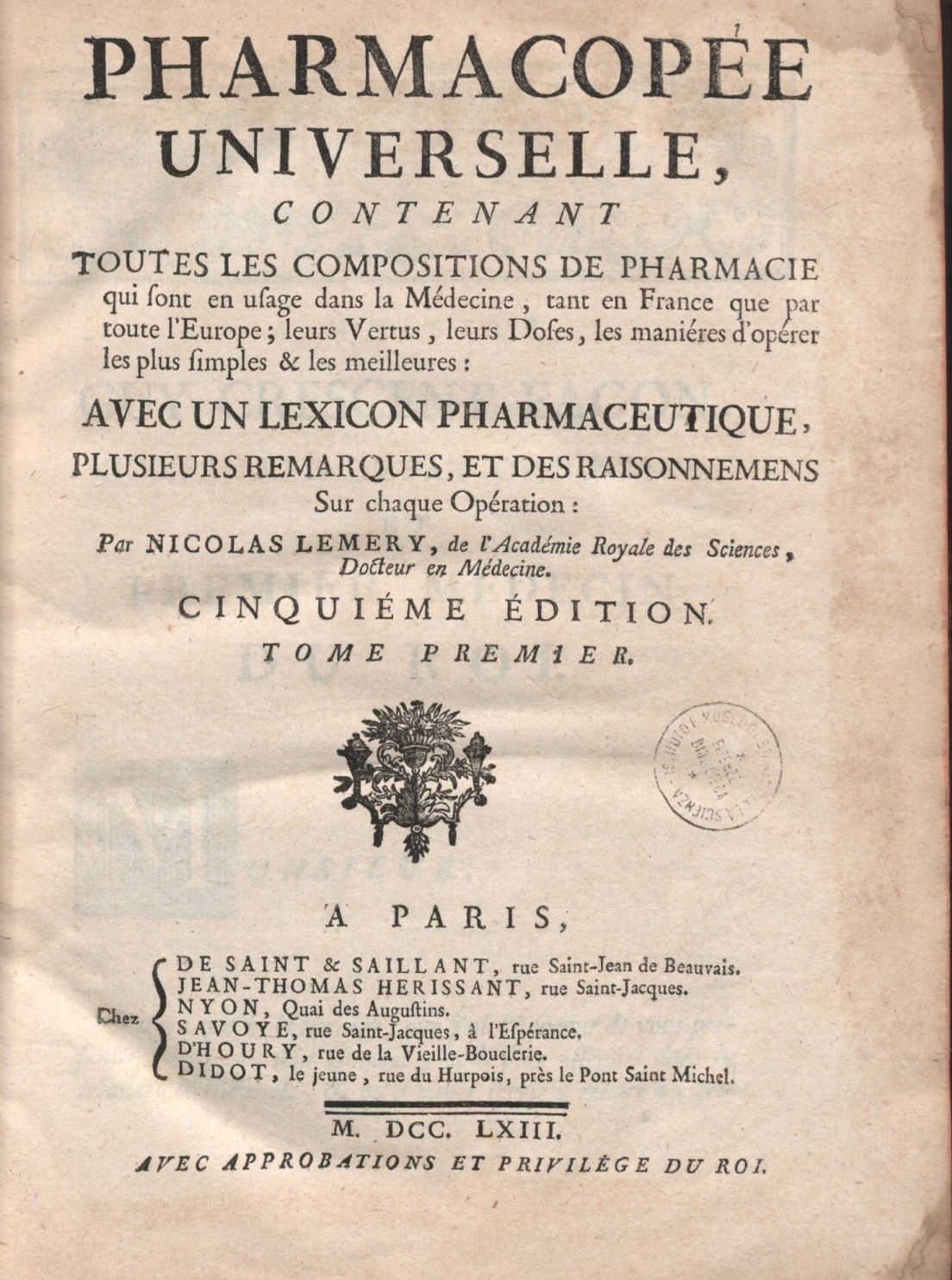
Pharmacopée universelle, 1763

- 1) Cours de chymie, contenant la manière de faire les opérations qui sont en usage dans la médecine, par une méthode facile, avec des raisonnements sur chaque opération, pour l’instruction de ceux qui veulent s’appliquer à cette science (1675). Texte en ligne Ouvrage souvent réédité et traduit dans la plupart des langues européennes.

Michel Bougard a repéré les d'éditions en français publiées ci-dessous (à partir de 1716, l'ordre chronologique ne correspond pas au numéro des éditions)
Les éditions en anglais :
- A Course of Chymistry,...writ in French by Monsieur Nicholas Lemery, translated by Walter Harris, London, printed for Walter Kettilby, 1677; associé à An appendix to a Course of Chymistry, 1680.

- A Course of Chymistry,...by Nicholas Lemery, translated by Walter Harris, the secon Edition very much Inlarged, London, printed for Walter Kettilby, 1686, 548 p.

- troisième édition de 1698, traduite par Jame Keill, de 704 p.

- quatrième édition de 1720

Les éditions en allemand :
- Cours de Chymie, Oder : Der vollkommene Chymist, ...wie er von Herrn Niclas Lemery, Dresden, 1698

- Cursus Chymicus, oder Vollkommener Chymist, ...von Johann Christian Zimmermann, Dresden, 1754

Les éditions en italiens:
- Corso Chimico del Signor Nicolo' Lemery, ...in Napolli, 1695

- édition à Venice, Bologne, etc.

Les éditions en espagnol :
- Curso Chymico del Doctor Nicolas Lemery, Madrid, 1703

L'édition en latin :
- Cursus Chymicus,... Genevae, 1681

L'édition en néerlandais:
- Her philosoophische Laboratorium, T'Amsterdam, 1683

- 2ieme édition en 1691

- 2) Pharmacopée universelle, contenant toutes les compositions de pharmacie qui sont en usage dans la médecine, tant en France que par toute l’Europe : leurs vertus, leurs doses, les manières d’opérer les plus simples et les meilleures : avec un lexicon pharmaceutique, plusieurs remarques, et des raisonnemens sur chaque opération (1697) Texte en ligne 1 2
- 3) Dictionnaire universel des drogues simples, contenant leurs noms, origines, choix, principes, vertus, étymologies, et ce qu’il y a de particulier dans les animaux, dans les végétaux et dans les minéraux, réédition Imprimerie L. D'Houry, Paris, 1733 (première édition 1698, édition pirate de la 3e édition à Amsterdam en 1716 Texte en ligne)

- 4) Traité de l’antimoine, contenant l’analyse chymique de ce minéral et un recueil d’un grand nombre d’opérations rapportées à l’Académie royale des sciences (1707). Traduit en allemand en 1709 par Jean-André Mahlern.